# Улрих Ото фон Лихтенщайн
Улрих Ото фон Лихтенщайн (на немски: Ulrich Otto von Liechtenstein; † между 12 април 1426 и 19 септември 1427) от род Лихтенщайн-Мурау и Дюрнщайн (в Щирия), е господар на Лихтенщайн в Долна Австрия.

## Произход
Той е син на Ото VII фон Лихтенщайн († сл. 3 февруари 1419), господар на Мурау и Дюрнщайн, и втората му съпругата Агнес фон Тирщайн († 11 декември 1433), дъщеря на граф Херман II фон Тирщайн († 1405) и Агнес фон Мач († сл. 1422), дъщеря на граф Улрих IV фон Мач-Кирхберг († 1402) и Агнес фон Кирхберг († 1401), наследничка на Кирхберг, дъщеря на граф Вилхелм I фон Кирхберг († 1366) и Агнес фон Тек († 1384).

## Фамилия
Улрих Ото фон Лихтенщайн се жени ок. 1418 г. за Барбара фон Пуххайм († 4 юни 1437), дъщеря на Пилграм VI фон Пуххайм († 1427) и Анна фон Волфурт (Волфсруд). Te имат син и дъщеря:
- Никлас I фон Лихтенщайн (* ок. 1419; † 1499/1500), господар на Мурау, Дюрнщайн, Вайнбург, Трефен и Зелтенхайм, маршал на Каринтия, женен ок. 1 юли 1444 г. за Анна фон Щубенберг († 24 юни 1479), дъщеря на граф Якоб фон Щубенберг-Капфенберг († 1434/1435) и Барбара фон Еберсторф († сл. 1419).
- Хелена фон Лихтенщайн-Мурау († сл. 1469), омъжена ок. 1442 г. за фрайхер Албрехт фон Потендорф († сл. 1465), син на Ханс фон Потендорф-Файщриц († 1404/1412) и Маргарета фон Щубенберг († сл. 1430).